# اتفاقية تأجير شبه جزيرة لياوتونغ
اتفاقية استئجار شبه جزيرة لياوتونغ (بالصينية: 旅大租地條約)، (الروسية: Русско-китайская конвенция)، والمعروفة أيضًا باسم اتفاقية بافلوف، هي معاهدة غير متكافئة جرت بين ألكسندر بافلوف من الإمبراطورية الروسية ولي هونغ تشانغ من سلالة تشينغ الصينية في 27 مارس 1898. منحت المعاهدة روسيا عقد إيجار ميناء آرثر (لوشون) وسمحت لسكك حديدها بالامتداد إلى الميناء (لاحقًا سكة حديد جنوب منشوريا) من إحدى نقاط سكة حديد شرق الصين.    